# Parti démocratique des ouvriers et des paysans de Chine
Le Parti démocratique des ouvriers et des paysans de Chine (chinois simplifié : 中国农工民主党 ; pinyin : Zhōngguó Nónggōng Mínzhǔdǎng) est l'un des huit partis politiques non communistes légalement reconnus de la république populaire de Chine qui suivent la direction du Parti communiste chinois. Membre de la Conférence consultative politique du peuple chinois, il est présidé, en 2020, par Chen Zhu, ministre de la Santé de 2007 à 2013. Son drapeau est celui du Gouvernement populaire du Fujian.

## Histoire

### Fondation
Les origines du parti remontent à l'effondrement du premier front uni, en novembre 1927. Ses membres sont alors des nationalistes de gauche et des communistes expulsés qui se font appeler le «Comité d'action provisoire du Parti nationaliste chinois» ou «Tiers parti» (le  Parti de la jeune Chine est le troisième plus grand à la fin des années 1920-1940).
Après août 1930, le parti devient une entité cohésive sous Deng Yanda, qui l'organise sous le centralisme démocratique comme les nationalistes et les communistes. Deng est secrètement exécuté par Chiang Kai-shek en 1931. Le parti devient clandestin.
En 1933, le parti, alors dirigé par Huang Qixiang, se joint au Parti Populaire Productif, qui dure peu. Il lance ensuite le  gouvernement révolutionnaire populaire de la république de Chine. En 1935, le parti est rebaptisé « Comité d'action chinois pour la libération nationale », l'un des partis fondateurs de la Ligue démocratique chinoise. En février 1947, il prend le nom de « Parti démocratique des ouvriers et des paysans de Chine ». Son siège se situe à Pékin.

### Au 21e siècle
De nos jours, le Parti démocratique des paysans et des travailleurs de Chine compte 144 000 membres. La majorité  travaille dans les domaines de la santé publique, de la culture et de l'éducation, de la science et de la technologie.
Ce parti édite plusieurs journaux : le Qianjin Luntan (que l'on peut traduire par «Forum pour le progrès»), ainsi que Medicine & Health Care Daily.

## Présidents
1. Deng Yanda (邓演达) (1930-1931)
2. Huang Qixiang (黄琪翔) (1931-1938)
3. Zhang Bojun (章伯钧) (1938–1958)
4. Ji Fang (季方) (1958-1987)
5. Zhou Gucheng (周谷城) (1987-1988)
6. Lu Jiaxi (卢嘉锡) (1988–1997)
7. Jiang Zhenghua (蒋正华) (1997-2007)
8. Sang Guowei (桑国卫) (2007-2012)
9. Chen Zhu (陈竺) (depuis 2012) [5]